# Josefa Martínez Caballer
Josefa Martínez Caballer (Castellón de la Plana, 1875 - Borriol, 29 de septiembre de 1936), conocida como La Caballera o Cavallera,  fue una activista carlista valenciana.

## Biografía
Era una mujer activa, vinculada tanto al carlismo como a movimientos eclesiásticos y parroquiales de Castellón (Santa María y Sagrada Familia). Afiliada a las «Margaritas», colaboró en la acción social femenina del carlismo y fue directora del grupo de teatro del Círculo Instructivo Legitimista. También era activista del Sindicato de la Aguja. Estaba casada y tenía seis hijos (cuatro mujeres y dos varones). Su marido era invidente. Vivían en la calle Conejos (San José), un barrio de labradores, donde tenían una vaquería.
Durante los años de la Segunda República, fue una activista católica y tradicionalista, de manera que cuando estalló la Guerra Civil Española, como consecuencia de la rebelión militar, fue una de las víctimas de los primeros meses de persecución por parte de los más extremistas. Pocos días antes de ser detenida y asesinada, y mientras paseaba con su marido invidente por su barrio, una persona le dijo: «Pronto haremos morcillas con la sangre de la Cavallera». Efectivamente, fue detenida por los milicianos, paseó entre insultos y burlas, y finalmente asesinada, le clavaron un clavo en la cabeza a martillazos. Tenía 61 años.